# Gunnar Gren
Johan Gunnar Gren (* 31. Oktober 1920 in Gårda in Göteborg; † 10. November 1991 in Göteborg) war ein schwedischer Fußballspieler.
Der Stürmer gilt als eine Ikone des schwedischen Fußballs.

## Werdegang

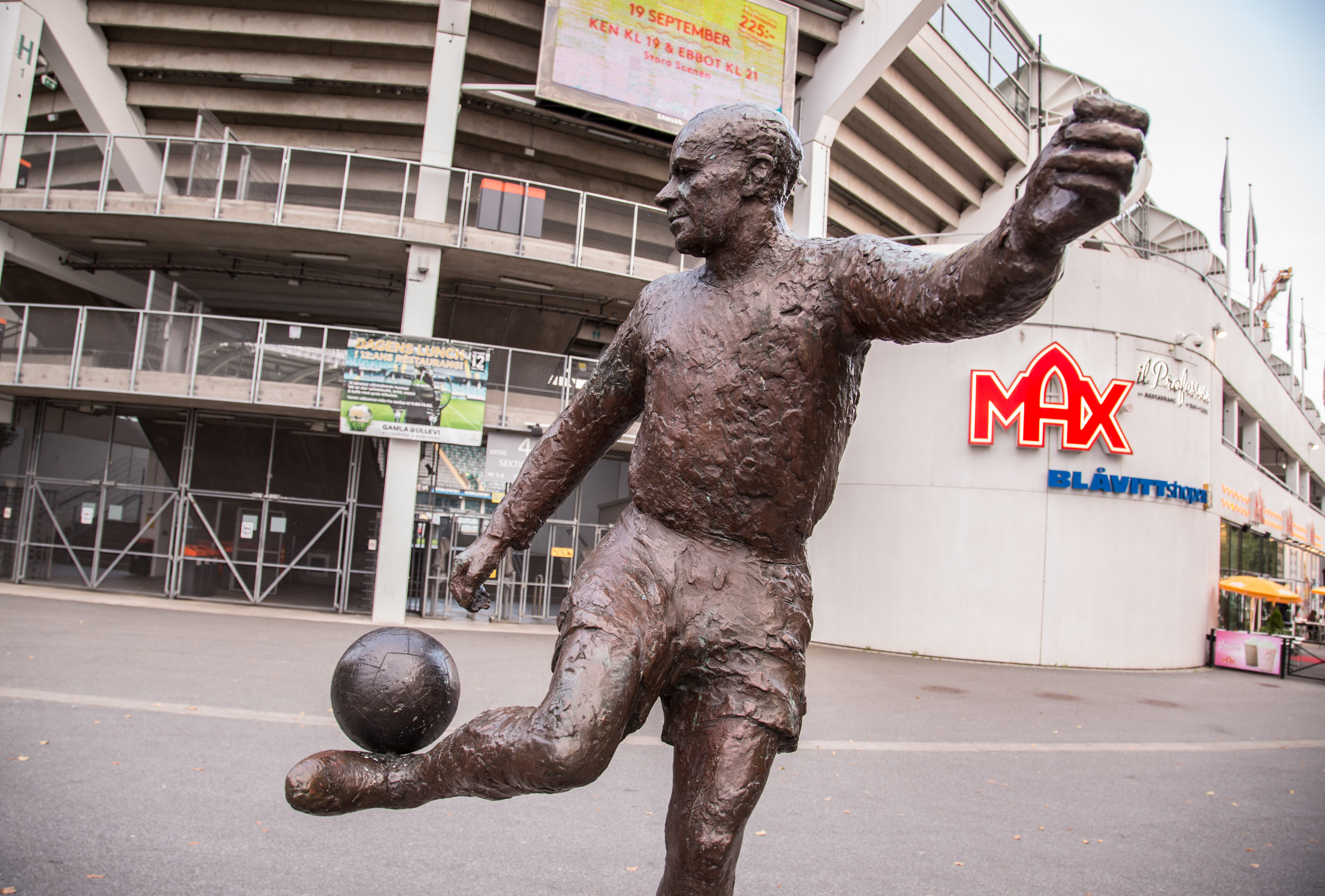
Gunnar-Gren-Statue vor dem Gamla Ullevi in Göteborg

Der Mittelfeldspieler Gunnar Gren spielte zunächst beim kleinen Göteborger Verein Gårda. Bereits bei diesem eher unbedeutenden Club machte er im Alter von 19 Jahren sein erstes Länderspiel für die schwedische Fußballnationalmannschaft. 1941 wechselte er zu IFK Göteborg und wurde ein Jahr später erstmals schwedischer Meister. Seinen ersten internationalen Erfolg feierte er 1948 mit dem Gewinn der Goldmedaille bei den Olympischen Sommerspielen in London. Gren erzielte zwei Tore beim 3:1-Finalsieg gegen Jugoslawien.

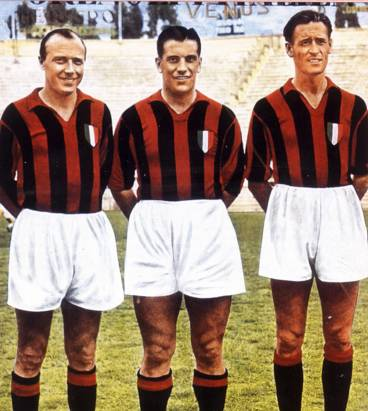
Das Gre-No-Li-Trio: Gunnar Gren, Gunnar Nordahl und Nils Liedholm im Trikot der AC Milan

1949 wechselte Gren gemeinsam mit seinen Nationalmannschaftskollegen Nils Liedholm und Gunnar Nordahl nach Italien zum AC Mailand. Die drei schwedischen Spieler bildeten zu Beginn der 1950er-Jahre ein Trio, das unter dem Namen Gre-No-Li bekannt wurde und avancierten zu ähnlichen Superstars bei Milan wie in den 1980er-Jahren die holländische Dreier-Achse Frank Rijkaard, Ruud Gullit und Marco van Basten. 1953 wechselte Gren zum AC Florenz und nach einer Saison beim CFC Genua 1956 zurück nach Schweden.
Im Alter von 37 Jahren nahm Gunnar Gren erstmals an einer Fußball-Weltmeisterschaft teil. An der erfolgreichen Fußball-Weltmeisterschaft 1950 in Brasilien (Schweden erreichte die Finalrunde und wurde Dritter) durfte Gren nicht teilnehmen, da Schweden ausschließlich Amateure in der Nationalmannschaft zuließ und Gren bereits in Italien als Profi spielte. Bei der Fußball-Weltmeisterschaft 1958 im eigenen Land wurde der Routinier Vize-Weltmeister. Im Halbfinale gegen Titelverteidiger Deutschland erzielte er den Treffer zum 2:1. Die Entscheidung fiel in der zweiten Halbzeit, nachdem Erich Juskowiak vom Platz gestellt worden war und der auf den Tag genau gleichaltrige Fritz Walter sich verletzt hatte. Kurt Hamrin erzielte das alles entscheidende 3:1 für Schweden.
Nach diesem Turnier beendete Gunnar Gren seine aktive Laufbahn und wurde Trainer in Schweden. Juventus Turin holte ihn in den 1960er-Jahren als Technischen Direktor. 1970 zog sich Gren ins Privatleben zurück.